# Galepsus bispinosus
Galepsus bispinosus es una especie de mantis de la familia Tarachodidae.

## Distribución geográfica
Se encuentra en el Congo.